# أندرياس زاولو
أندرياس زاولو (بالألمانية: Andreas Zülow) (مواليد 23 أكتوبر 1965) هو ملاكم ألماني، مثّل بلاده في الألعاب الأولمبية الصيفية في دورتي 1988 و1992.

## روابط خارجية
أندرياس زاولو على موقع أوليمبيديا (الإنجليزية)